# Пешко Петро Степанович

## Освіта
У 1986 році закінчив Львівський лісотехнічний інститут за спеціальністю лісоінженерна справа.
У 2020 році — Київський національний університет імені Тараса Шевченка, за спеціальністю публічне управління та адміністрування.
У 2021 році — Донецький національний університет ім. Василя Стуса за спеціальністю «Менеджмент (загальне бізнес — адміністрування General MBA)»

## Кар'єра та діяльність
Кар'єру Петро Пешко розпочав у серпні 1986 року, коли почав працювати у Нестерівському лісгоспзагу Державного лісогосподарського об'єднання «Львівліс» як інженер-технолог цеху переробки деревини. Цей досвід став першим кроком у його професійному розвитку в лісовій галузі.
У квітні 1987 року обійняв посаду старшого майстра та вдосконалив свої управлінські та технічні навички, працюючи над переробкою деревини. Ця робота стала першим етапом у формуванні професійних компетенцій.
З лютого 1990 року розпочав роботу начальником цеху переробки деревини Жовківського держлісгоспу, де протягом дев'яти років керував виробничими процесами. Його внесок у розвиток підприємства став помітним, і це закріпило за ним репутацію досвідченого управлінця.
У травні 1999 року він здійснив поворот у своїй кар'єрі, ставши директором ТОВ «М'ясопереробне підприємство „Інтеркомерс“». Під керівництвом його підприємство стабільно розвивалося понад 13 років, доводячи його здатність до ефективного управління в різних галузях.
У липні 2012 року розпочав роботу у Обласному комунальному спеціалізованому лісогосподарському підприємстві «Галсілліс» Львівської обласної ради, обіймаючи посаду заступника генерального директора з економіки. Уже у вересні того ж року він очолив це підприємство як генеральний директор і працював на цій посаді до грудня 2016 року. Його діяльність була спрямована на модернізацію, розвиток та впровадження нових інтенсивних технологій промислового вирощування лісу в комунальних підприємствах Львівщини.
Після короткого повернення до ТОВ «М'ясопереробне підприємство „Інтеркомерс“» у 2017 році, де він працював заступником директора з господарської частини, у липні того ж року розпочав новий етап своєї кар'єри. Він став начальником Хмельницького обласного управління лісового та мисливського господарства.На цій посаді, яку обіймав до січня 2023 року, було впроваджено нові стандарти управління, міжнародні технології із лісовирощування, лісозаготівлі та розвитку побічного користування природних ресурсів лісу, створено торгові марки та екологічно чисту лісову продукцію. За час його роботи значно зросли доходи підприємства і відповідно наповнення бюджетів усіх рівнів, були впроваджені передові технології лісовідновлення, моніторингу лісових масивів, боротьби зі шкідниками, була здійснена модернізація підприємств, в тому числі матеріально-технічного забезпечення, впроваджено європейські технології вирощуванні сіянців із закритою кореневою системою, поля дорощування, була придбана європейська техніка по догляду за лісом, техніка для лісозаготівлі (Харвестери, Форвардери), створено торгові склади для гуртового продажу лісосировини, започаткував індивідуальний догляд за кожним деревом на експериментальних ділянках. Це все було створено в рамках інтенсивних програм промислового вирощування лісу.
Завдяки зусиллям команди управління Хмельниччина стала одним із лідерів України у сфері лісового господарства за ефективним використанням ресурсів та екологічною відповідальністю. Особливу увагу приділяв соціальному забезпеченню працівників: оплата праці фахівців була найвищою в Україні. В 2024 році завершивши роботу на Хмельниччині в лісовій галузі перейшов у сферу безпечності харчових продуктів.
У червні 2024 року очолив один із напрямів діяльності Держпродспоживслужби, ставши директором Державного підприємства «Агентство з ідентифікації і реєстрації тварин». На цій посаді він взяв курс на надання високоякісних послуг суб'єктам господарювання як фізичного, так і юридичного секторів, запровадження цифровізації процесів ідентифікації тварин та забезпечення повної доступності інформації для аграріїв. За його ініціативи агентство запустило нові формати розвитку даних по ідентифікації та реєстрації тварин, міжнародну співпрацю, інформаційну кампанію, що сприяє підвищенню довіри до української продукції та її експорту на світові ринки.
Його професійний шлях є прикладом багатогранного управлінського досвіду, який охоплює лісову, м'ясопереробну та ідентифікаційно-реєстраційну сферу, яка пов'язана із безпечністю харчових продуктів та здоров'я нації.

## Відзнаки та державні нагороди
У 2020 році відзначений Подякою Прем'єр-міністра України за вагомий особистий внесок у розвиток лісової галузі.
Відзначений Грамотою Верховної Ради України «За заслуги перед Українським народом» як визнання його вагомого внеску в суспільно значущі процеси.
Указом Президента присвоєно почесне звання «Заслужений лісівник України» за значний внесок у державне будівництво, розвиток соціально-економічної, науково-технічної та культурно-освітньої сфери України, вагомі трудові досягнення та багаторічну сумлінну працю.
У 2015 році отримав орден «Гордість країни» та національний сертифікат «Керівник року» за результати загальнодержавного фінансово-економічного аналізу діяльності підприємств України, проведеного Союзом національних бізнес-рейтингів.
У 2019 році Президія Міжнародної організації «Асамблея ділових кіл» спільно з Радою експертів Міжнародної іміджевої програми «Лідери XXI століття» визнала Петра Пешка видатною особистістю в соціальній структурі суспільства, нагородили його відзнакою «Орденом честі» та дипломом «Великі українці» за заслуги перед Україною.
У 2022 році під час повномасштабного вторгнення росії в Україну був нагороджений почесним нагрудним знаком «За сприяння війську» від Головнокомандувача Збройних Сил України Валерія Залужного.
Під його керівництвом лісівники Хмельниччини надали суттєву допомогу у забезпеченні потреб Збройних Сил України. Протягом 2022 року:
- Було доставлено деревину та паливно-мастильні матеріали для армії;
- Передано 36 службових автомобілів;
- Куплено 16 одиниць транспорту та два антидронові комплекси загальною вартістю майже 1 млн грн.

Крім того, з перших днів війни у всіх лісництвах та лісгоспах Хмельниччини було відкрито пункти для збору гуманітарної допомоги. Звідти щодня відправляли вантажівки із амуніцією, медикаментами, продуктами харчування, теплим одягом, будматеріали для відновлення інфраструктури деокупованих територіях та  речами першої необхідності для потреб військових, медичних закладів та постраждалих регіонів України.
1. ↑  Керівництво Державного підприємства | АІРТ. www.agro-id.gov.ua. Процитовано 6 травня 2025.
2. ↑  Zaxid.net (12 вересня 2012). «Галсільліс» очолив Петро Пешко. ZAXID.NET (укр.). Процитовано 6 травня 2025.
3. ↑  Лісівниками Хмельниччини керуватиме львів'янин – новини Хмельницького. www.depo.ua (укр.). Процитовано 6 травня 2025.
4. ↑  Новини Хмельницького "Є". ye.ua (укр.). 10 листопада 2017. Процитовано 6 травня 2025.
5. ↑  Новини Хмельницького "Є". ye.ua (укр.). 13 листопада 2022. Процитовано 6 травня 2025.
6. ↑  Суспільне Хмельницький (12 травня 2022). Петро Пешко: Ми створили на Хмельниччині 86 гектарів абсолютно нових лісів. Процитовано 6 травня 2025 — через YouTube.
7. ↑  Хмельниччини впроваджують новітні технології у висадження лісу - vsim.ua. vsim.ua (укр.). Процитовано 6 травня 2025.
8. ↑  Голова Хмельницького обласного управління лісового та мисливського господарства Петро Пешко залишив свою посаду - vsim.ua. vsim.ua (укр.). Процитовано 6 травня 2025.
9. ↑  Головний лісівник Хмельниччини Петро Пешко очолив ДП "Агентство з ідентифікації і реєстрації тварин". Вечірній Кам'янець (укр.). 7 травня 2024. Процитовано 6 травня 2025.
10. ↑  Пешко Петро Степанович - Державні нагороди України. Кавалери та лауреати (том VIII) - Український видавничий портал - who-is-who.ua. who-is-who.ua. Процитовано 6 травня 2025.
11. ↑  Петро Пешко отримав нагороду “За сприяння війську” - vsim.ua. vsim.ua (укр.). Процитовано 6 травня 2025.